# Rajd Podlaski 2022
41. Rajd Podlaski – 41. edycja Rajdu Podlaskiego. To rajd samochodowy, który był rozegrany w dniach 21–22 maja 2022 roku. Bazą rajdu było miasto Białystok. Była to druga runda rajdowych samochodowych mistrzostw Polski w roku 2022 oraz pierwsza runda rajdowych samochodowych mistrzostw Litwy w roku 2022.

## Lista zgłoszeń
Poniższa lista spośród 64 zgłoszonych zawodników obejmuje tylko zawodników startujących w najwyższej klasie 2, samochodami grupy Rally 2.
| Nr | Kierowca            | Pilot                | Samochód               | Klasa | Klasyfikacja      |
| -- | ------------------- | -------------------- | ---------------------- | ----- | ----------------- |
| 1  | Kacper Wróblewski   | Jakub Wróbel         | Škoda Fabia Rally2 evo | 2     | Poland            |
| 2  | Dominykas Butvilas  | Renatas Vaitkevičius | Škoda Fabia R5         | 2     | Lithuania         |
| 3  | Vladas Jurkevičius  | Aisvydas Paliukėnas  | Škoda Fabia Rally2 evo | 2     | Lithuania         |
| 4  | Tom Kristensson     | Andreas Johansson    | Hyundai i20 R5         | 2     | Lithuania, Poland |
| 5  | Sylwester Płachytka | Jacek Nowaczewski    | Škoda Fabia Rally2 evo | 2     | Poland            |
| 6  | Giedrius Notkus     | Dalius Strižanas     | Škoda Fabia R5         | 2     | Lithuania         |
| 7  | Adrian Chwietczuk   | Damian Syty          | Škoda Fabia Rally2 evo | 2     | Poland            |
| 8  | Gregor Jeets        | Timo Taniel          | Škoda Fabia Rally2 evo | 2     | Lithuania         |
| 9  | Grzegorz Grzyb      | Adam Binięda         | Škoda Fabia Rally2 evo | 2     | Poland            |
| 10 | Jarosław Szeja      | Marcin Szeja         | Hyundai i20 R5         | 2     | Poland            |
| 11 | Zbigniew Gabryś     | Daniel Dymurski      | Škoda Fabia Rally2 evo | 2     | Poland            |
| 12 | Maciej Lubiak       | Grzegorz Dachowski   | Škoda Fabia Rally2 evo | 2     | Poland            |
| 14 | Łukasz Byśkiniewicz | Daniel Siatkowski    | Hyundai i20 R5         | 2     | Poland            |
| 15 | Krzysztof Bubik     | Adrian Sadowski      | Škoda Fabia R5         | 2     | Poland            |
| 16 | Radosław Typa       | Łukasz Sitek         | Volkswagen Polo GTI R5 | 2     | Poland, Lithuania |
| 17 | Jarosław Kołtun     | Ireneusz Pleskot     | Ford Fiesta Rally2     | 2     | Poland            |
| 18 | Robert Kocik        | Sebastian Wach       | Ford Fiesta Rally2     | 2     | Lithuania         |
| 19 | Marcin Słobodzian   | Michał Poradzisz     | Hyundai i20 R5         | 2     | Lithuania         |

## Zwycięzcy odcinków specjalnych[2]
| Dzień   | Numer odcinka | Nazwa odcinka                  | Długość | Zwycięzca odcinka                 | Samochód                              | Czas    | Lider rajdu        |
| ------- | ------------- | ------------------------------ | ------- | --------------------------------- | ------------------------------------- | ------- | ------------------ |
| 21 maja | OS1           | Niewodnica Nargilewska-Kolonia | 7,9 km  | Dominykas Butvilas                | Škoda Fabia R5                        | 4:29,0  | Dominykas Butvilas |
| 21 maja | OS2           | Niewodnica Nargilewska-Kolonia | 7,9 km  | Tom Kristensson                   | Hyundai i20 R5                        | 4:39,6  | Tom Kristensson    |
| 21 maja | OS3           | Białystok                      | 1,5 km  | Maciej Lubiak Łukasz Byśkiniewicz | Škoda Fabia Rally2 evo Hyundai i20 R5 | 1:19,5  | Tom Kristensson    |
| 22 maja | OS4           | Siekierki                      | 21,9 km | Tom Kristensson                   | Hyundai i20 R5                        | 12:05,7 | Tom Kristensson    |
| 22 maja | OS5           | Siekierki                      | 21,9 km | Tom Kristensson                   | Hyundai i20 R5                        | 12:31,4 | Tom Kristensson    |
| 22 maja | OS6           | Małynka                        | 13,8 km | Tom Kristensson                   | Hyundai i20 R5                        | 6:22,6  | Tom Kristensson    |
| 22 maja | OS7           | Glejsk                         | 8,9 km  | Dominykas Butvilas                | Škoda Fabia R5                        | 4:40,3  | Tom Kristensson    |
| 22 maja | OS8           | Małynka                        | 13,8 km | Tom Kristensson                   | Hyundai i20 R5                        | 6:29,9  | Tom Kristensson    |
| 22 maja | OS9           | Glejsk                         | 8,9 km  | Tom Kristensson                   | Hyundai i20 R5                        | 4:47,3  | Tom Kristensson    |

### Power Stage – OS9 w RSMP[3]
| Miejsce | Kierowca          | Pilot              | Samochód               | Czas/strata | Punkty |
| ------- | ----------------- | ------------------ | ---------------------- | ----------- | ------ |
| 1       | Tom Kristensson   | Andreas Johansson  | Hyundai i20 R5         | 4:47,3      | 5      |
| 2       | Krzysztof Bubik   | Adrian Sadowski    | Škoda Fabia R5         | +2,8        | 4      |
| 3       | Kacper Wróblewski | Jakub Wróbel       | Škoda Fabia Rally2 evo | +4,5        | 3      |
| 4       | Maciej Lubiak     | Grzegorz Dachowski | Škoda Fabia Rally2 evo | +9,2        | 2      |
| 5       | Radosław Typa     | Łukasz Sitek       | Volkswagen Polo GTI R5 | +10,6       | 1      |

## Wyniki końcowe rajdu[4]
| Miejsce | Kierowca           | Pilot                | Samochód               | Czas    | Strata  | Grupa Klasa |
| ------- | ------------------ | -------------------- | ---------------------- | ------- | ------- | ----------- |
| 1       | Tom Kristensson    | Andreas Johansson    | Hyundai i20 R5         | 57:33,1 | –       | 2           |
| 2       | Dominykas Butvilas | Renatas Vaitkevičius | Škoda Fabia R5         | 58:01,0 | +27,9   | LARČ2, AWD  |
| 3       | Kacper Wróblewski  | Jakub Wróbel         | Škoda Fabia Rally2 evo | 58:23,7 | +50,6   | 2           |
| 4       | Jeets Gregor       | Timo Taniel          | Škoda Fabia Rally2 evo | 58:58,2 | +1:25,1 | 2           |
| 5       | Giedrius Notkus    | Dalius Strižanas     | Škoda Fabia R5         | 59:12,0 | +1:38,9 | LARČ2, AWD  |
| 6       | Vladas Jurkevičius | Aisvydas Paliukėnas  | Škoda Fabia Rally2 evo | 59:13,7 | +1:40,6 | LARČ2, AWD  |
| 7       | Maciej Lubiak      | Grzegorz Dachowski   | Škoda Fabia Rally2 evo | 59:21,9 | +1:48,8 | 2           |
| 8       | Krzysztof Bubik    | Adrian Sadowski      | Škoda Fabia R5         | 59:26,7 | +1:53,6 | 2           |
| 9       | Grzegorz Grzyb     | Adam Binięda         | Škoda Fabia Rally2 evo | 59:33,0 | +1:59,9 | 2           |
| 10      | Zbigniew Gabryś    | Daniel Dymurski      | Škoda Fabia Rally2 evo | 59:49,3 | +2:16,2 | 2           |

Klasyfikacja RSMP
W klasyfikacji RSMP dodatkowe punkty przyznawane są za odcinek Power Stage.
| Miejsce | Kierowca            | Pilot              | Samochód                | Czas      | Strata   | Grupa            | Punkty |
| ------- | ------------------- | ------------------ | ----------------------- | --------- | -------- | ---------------- | ------ |
| 1       | Tom Kristensson     | Andreas Johansson  | Hyundai i20 R5          | 57:33,1   | –        | 2                | 30+5   |
| 2       | Kacper Wróblewski   | Jakub Wróbel       | Škoda Fabia Rally2 evo  | 58:23,7   | +50,6    | 2                | 24+3   |
| 3       | Maciej Lubiak       | Grzegorz Dachowski | Škoda Fabia Rally2 evo  | 59:21,9   | +1:48,8  | 2                | 21+2   |
| 4       | Krzysztof Bubik     | Adrian Sadowski    | Škoda Fabia R5          | 59:26,7   | +1:53,6  | 2                | 19+4   |
| 5       | Grzegorz Grzyb      | Adam Binięda       | Škoda Fabia Rally2 evo  | 59:33,0   | +1:59,9  | 2                | 17     |
| 6       | Zbigniew Gabryś     | Daniel Dymurski    | Škoda Fabia Rally2 evo  | 59:49,3   | +2:16,2  | 2                | 15     |
| 7       | Radosław Typa       | Łukasz Sitek       | Volkswagen Polo GTI R5  | 1:00:28,3 | +2:55,2  | 2                | 13+1   |
| 8       | Łukasz Byśkiniewicz | Daniel Siatkowski  | Hyundai i20 R5          | 1:01:37,1 | +4:04,0  | 2                | 11     |
| 9       | Kamil Bolek         | Łukasz Jastrzębski | Ford Fiesta Rally3      | 1:04:39,9 | +7:06,8  | 3                | 9      |
| 10      | Marek Roefler       | Marek Bała         | Subaru Impreza GT Turbo | 1:06:06,8 | +8:33,7  | NAT2             | 7      |
| 11      | Gracjan Predko      | Sebastian Sadowski | Peugeot 208 Rally4      | 1:08:45,1 | +11:12,0 | 4                | 5      |
| 12      | Grzegorz Bonder     | Kamil Heller       | Renault Clio Rally4     | 1:11:34,0 | +14:00,9 | 4                | 4      |
| 13      | Tomasz Ociepa       | Kamil Kozdroń      | Ford Fiesta Proto       | 1:13:10,9 | +15:37,8 | NAT2             | 3      |
| 14      | Jacek Sobczak       | Mateusz Pawłowski  | BMW 325i E46            | 1:13:15,3 | +15:42,2 | NAT3             | 2      |
| 15      | Sebastian Teter     | Michał Marczewski  | Citroën DS3 R3T Max     | 1:14:56,0 | +17:22,9 | NAT3, LARČ6, 2WD | 1      |

## Klasyfikacja kierowców RSMP 2022 po 2 rundach
Punkty otrzymuje 15 pierwszych zawodników, którzy ukończą rajd według klucza:
| Miejsce | 1  | 2  | 3  | 4  | 5  | 6  | 7  | 8  | 9 | 10 | 11 | 12 | 13 | 14 | 15 |
| Punkty  | 30 | 24 | 21 | 19 | 17 | 15 | 13 | 11 | 9 | 7  | 5  | 4  | 3  | 2  | 1  |

Dodatkowe punkty zawodnicy zdobywają za ostatni odcinek specjalny zwany Power Stage, punktowany: za zwycięstwo – 5, drugie miejsce – 4, trzecie – 3, czwarte – 2 i piąte – 1 punkt.
| Miejsce | 1 | 2 | 3 | 4 | 5 |
| Punkty  | 5 | 4 | 3 | 2 | 1 |

W tabeli uwzględniono miejsce, które zajął zawodnik w poszczególnym rajdzie, a w indeksie górnym umieszczono miejsce zajęte na ostatnim, dodatkowo punktowanym odcinku specjalnym tzw. Power Stage.
| Poz. | Kierowca            | Świdnicki | Podlaski | Polski | Żmudzi | Rzeszowski | Śląska | Wisły | Koszyc | Suma punktów |
| ---- | ------------------- | --------- | -------- | ------ | ------ | ---------- | ------ | ----- | ------ | ------------ |
| 1    | Kacper Wróblewski   | 1         | 23       |        |        |            |        |       |        | 62           |
| 2    | Tom Kristensson     | 3         | 1        |        |        |            |        |       |        | 59           |
| 3    | Grzegorz Grzyb      | 2         | 5        |        |        |            |        |       |        | 45           |
| 4    | Maciej Lubiak       | 6         | 34       |        |        |            |        |       |        | 38           |
| 5    | Zbigniew Gabryś     | 5         | 6        |        |        |            |        |       |        | 32           |
| 6    | Łukasz Byśkiniewicz | 7         | 8        |        |        |            |        |       |        | 24           |
| 7    | Krzysztof Bubik     |           | 42       |        |        |            |        |       |        | 23           |
| 8    | Jarosław Szeja      | 45        | NU       |        |        |            |        |       |        | 20           |
| 9    | Radosław Typa       |           | 75       |        |        |            |        |       |        | 14           |
| 10   | Sylwester Płachytka | 84        | NU       |        |        |            |        |       |        | 13           |
| 11   | Kamil Bolek         | 12        | 9        |        |        |            |        |       |        | 13           |
| 12   | Jacek Sobczak       | 9         | 14       |        |        |            |        |       |        | 11           |
| 13   | Adam Sroka          | 10        | NU       |        |        |            |        |       |        | 7            |
| 14   | Marek Roefler       | 42        | 10       |        |        |            |        |       |        | 7            |
| 15   | Rafał Kwiatkowski   | 11        |          |        |        |            |        |       |        | 5            |
| 16   | Gracjan Predko      | NU        | 11       |        |        |            |        |       |        | 5            |
| 17   | Grzegorz Bonder     | 18        | 12       |        |        |            |        |       |        | 4            |
| 18   | Marek Nowak         | 13        |          |        |        |            |        |       |        | 3            |
| 19   | Tomasz Ociepa       | 26        | 13       |        |        |            |        |       |        | 3            |
| 20   | Błażej Gazda        | 14        | NU       |        |        |            |        |       |        | 2            |
| 21   | Artur Równiatka     | 15        |          |        |        |            |        |       |        | 1            |
| 22   | Sebastian Teter     |           | 15       |        |        |            |        |       |        | 1            |
| Poz. | Kierowca            | Świdnicki | Podlaski | Polski | Żmudzi | Rzeszowski | Śląska | Wisły | Koszyc | Suma punktów |